# Polyptychoides vuattouxi
Polyptychoides vuattouxi là một loài bướm đêm thuộc họ Sphingidae. Nó được tìm thấy ở Sierra Leone, Bờ Biển Ngà và Ghana.